# Gelotia argenteolimbata
Gelotia argenteolimbata är en spindelart som först beskrevs av Eugène Simon 1900.  Gelotia argenteolimbata ingår i släktet Gelotia och familjen hoppspindlar. Inga underarter finns listade i Catalogue of Life.